# 2013年马来西亚各州议会选举成绩列表
2013年马来西亚第13届全国大选各州议会选举成绩列表：
- 2013年玻璃市州议会选举成绩列表
- 2013年吉打州议会选举成绩列表
- 2013年吉兰丹州议会选举成绩列表
- 2013年登嘉楼州议会选举成绩列表
- 2013年槟城州议会选举成绩列表
- 2013年霹雳州议会选举成绩列表
- 2013年彭亨州议会选举成绩列表
- 2013年雪兰莪州议会选举成绩列表
- 2013年森美兰州议会选举成绩列表
- 2013年马六甲州议会选举成绩列表
- 2013年柔佛州议会选举成绩列表
- 2013年沙巴州议会选举成绩列表